# Beauties -beauty eyes-/Jealousy
"Beauties -beauty eyes-/Jealousy"  (beauties -beauty eyes-/ジェラシー) é o décimo primeiro single da banda japonesa de rock Fanatic Crisis, lançado em 1 de janeiro de 1999 pela For Life Records. Foi usado como música tema do programa de televisão japonês Koi no chūn'neppu.
A canção foi incluída no álbum de estúdio The.Lost.Innocent e na compilação de greatest hits THE BEST of FANATIC◇CRISIS Single Collection 01, lançada diante da separação da banda em 2005. Em 2023, três membros do Fanatic Crisis se reuniram e regravaram a canção, lançando-a no álbum Tenseism.

## Desempenho comercial
Alcançou a 12ª posição na Oricon Singles Chart e permaneceu na parada por sete semanas. Na Billboard Japan, estreou em 13° lugar.
Vendeu 81,250 cópias enquanto esteve na Oricon.

## Faixas
Todas as letras escritas por Tsutomu Ishizuki. 
| N.º            | Título                                      | Duração |  |
| 1.             | "beauties -beauty eyes-"                    | 4:35    |  |
| 2.             | "Jealousy" (ジェラシー)                     | 4:22    |  |
| 3.             | "beauties -beauty eyes-" (Vox Less Version) | 4:36    |  |
| Duração total: | Duração total:                              | 13:30   |  |

## Ficha técnica
Fanatic Crisis
- Tsutomu Ishizuki − vocais
- Kazuya − guitarra solo
- Shun − guitarra rítmica
- Ryuji − baixo
- Tohru − bateria